# Joseph Christian Leyendecker

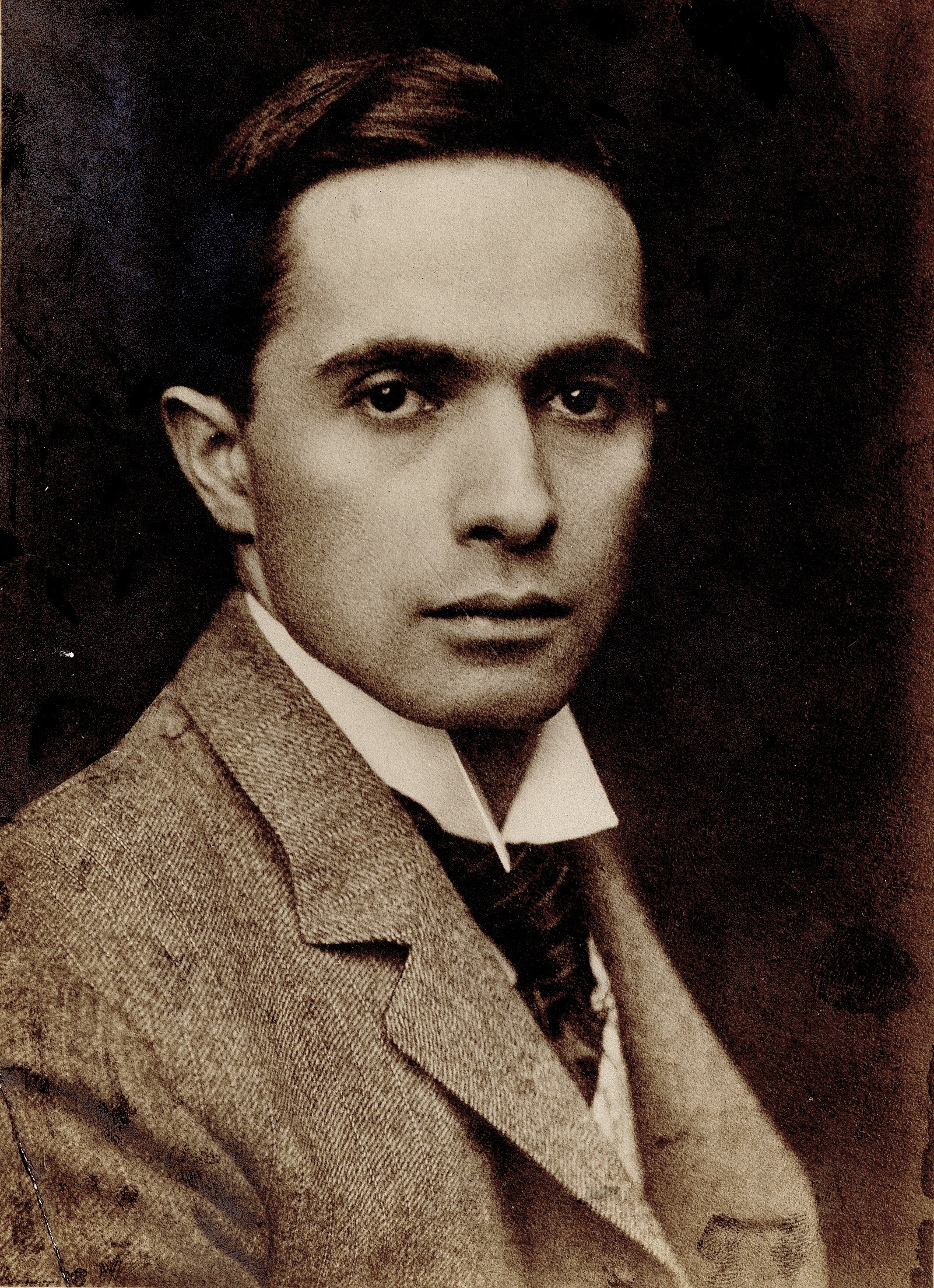
Joseph Christian Leyendecker um 1895

Joseph Christian „J. C.“ Leyendecker (* 23. März 1874 in Montabaur, Deutschland; † 25. Juli 1951 in New Rochelle, New York) war ein US-amerikanischer Zeichner und Illustrator.

## Leben

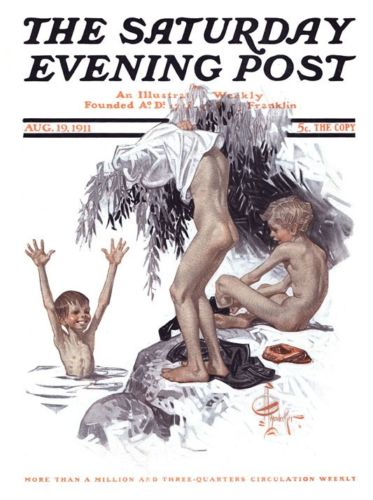
Eines von Leyendeckers Titelbildern für die Saturday Evening Post

Leyendecker wanderte 1882 im Alter von acht Jahren mit seinen Eltern und seinem Bruder Frank in die USA aus. Er zeigte früh Interesse an der Malerei, arbeitete bereits als Sechzehnjähriger in Chicago als Kunstmaler und Graveur bei J. Manz & Co. und nahm abends Stunden bei John H. Vanderpoel im Chicago Art Institute. Dann entschied er sich, 1896 mit seinem Bruder Frank für zwei Jahre nach Paris zu gehen, um sich an der Académie Julian und der Académie Colarossi weiterzubilden.
Noch bevor er nach Europa abreiste  gewann Leyendecker vor Maxfield Parrish einen vom Century Magazine ausgeschriebenen Wettbewerb für Titelbilder, der auch für seine nationale Bekanntheit sorgte. Nach seiner Rückkehr 1898 begann Leyendecker, die Titelbilder der Saturday Evening Post zu malen. Er schuf so unter anderem die so genannten „Saturday Evening Post babies“ und den „Arrow collar man“ und arbeitete in der Folgezeit unter anderem für die Zeitschriften American Weekly, Collier’s, das Popular Magazine und Century Illustrated.

## Film
- Coded, Dokumentarfilm, Ryan White, 2021[1]